# Milicia
Milicia — род тропических африканских деревьев, семейства Тутовые (Moraceae). 
Существует два известных вида, которые родственно связаны друг с другом: Milicia excelsa и Milicia regia.
Эти деревья используются для получения прочной древесины — ироко.
Вид Milicia excelsa в настоящее время отмечен в Красной книге МСОП с охранным статусом «низкий риск/близкий к угрожаемому».